# 黒木国昭
黒木 国昭（くろきくにあき、1945年 - ）は、宮崎県須木村（現・小林市）生まれのガラス工芸作家。
宮崎県立小林高等学校卒業と同時に、ガラス会社に就職し、ガラスの道に入る。1974年より創作活動を開始し、1977年国家ガラス製品製造技能士一級を取得。
1989年に宮崎県東諸県郡綾町にグラスアート宮崎綾工房を創設（現：グラスアート黒木）。1991年、国の卓越技能者「現代の名工」を受賞。